# Palazzo della Sapienza (Pisa)

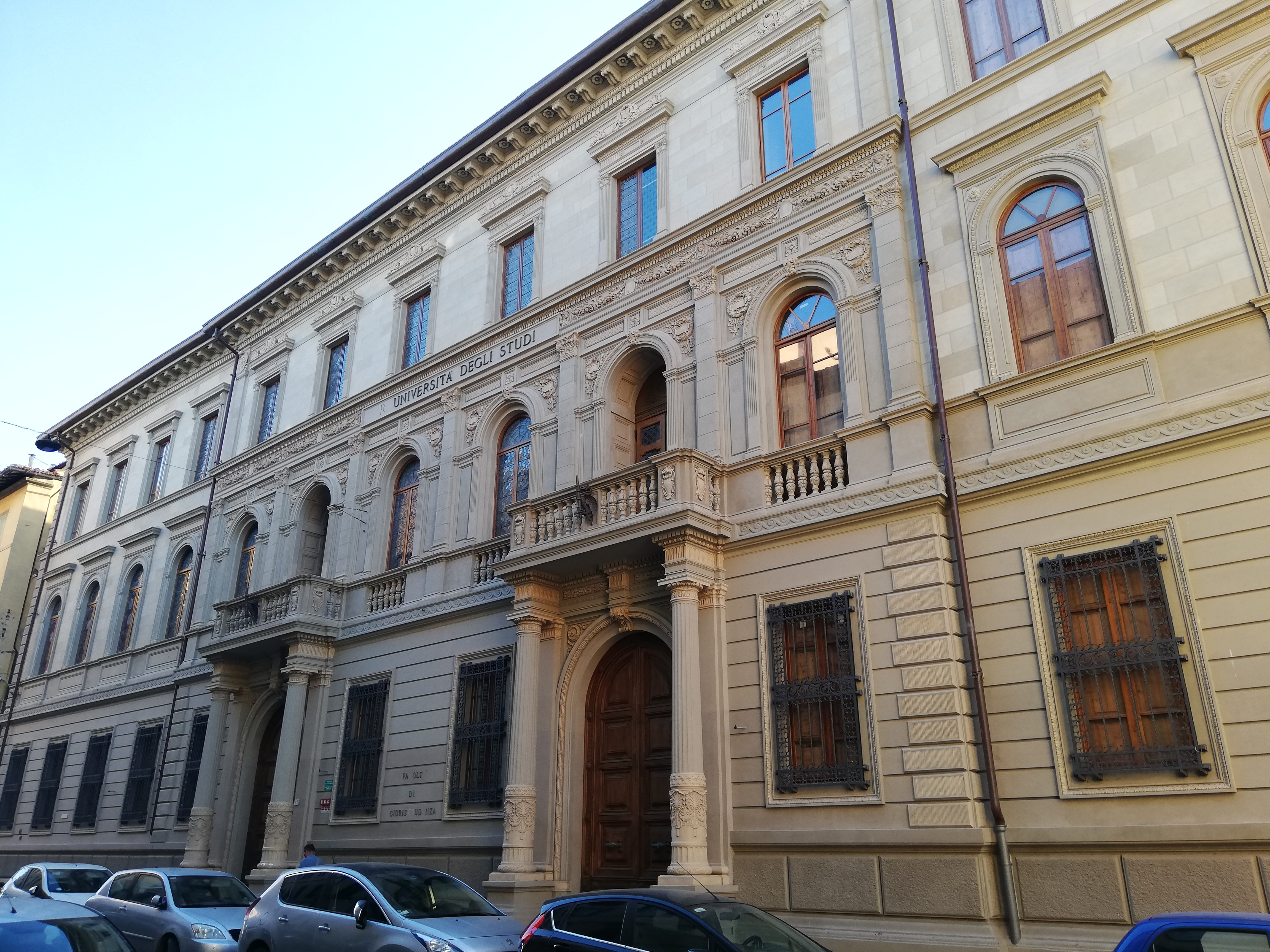
Hauptfassade in der Via Curtatone e Montanara

Der Palazzo della Sapienza (Ital. = Palast der Weisheit) in Pisa an der Via Curtatone e Montanara 15 entstand in der Renaissancezeit auf Betreiben der Herrscher von Florenz und wurde im 19. Jahrhundert restauriert. Heute ist er der Sitz der Juristischen Abteilung der Universität Pisa und seit 1823 der Universitätsbibliothek Pisa. Der Palazzo, ehemals ein Zeichen für das elitäre Ateneo pisano, bildet heute eine Einheit mit der Stadt, wo Studenten, Dozenten, Touristen und Bürger verkehren.
Der Herrscher von Florenz Lorenzo il Magnifico ordnete 1489 den Baubeginn an der Piazza del Grano an, wo im Erdgeschoss die Säle für die Vorlesungen und im ersten Geschoss die Räume für die Professoren und Studenten sein sollten. Dorthin sollte die instabile Universität Florenz verlagert werden. Doch wurde das Bauwerk erst durch Cosimo I. de’ Medici Mitte des 16. Jahrhunderts vollendet.

## Beschreibung

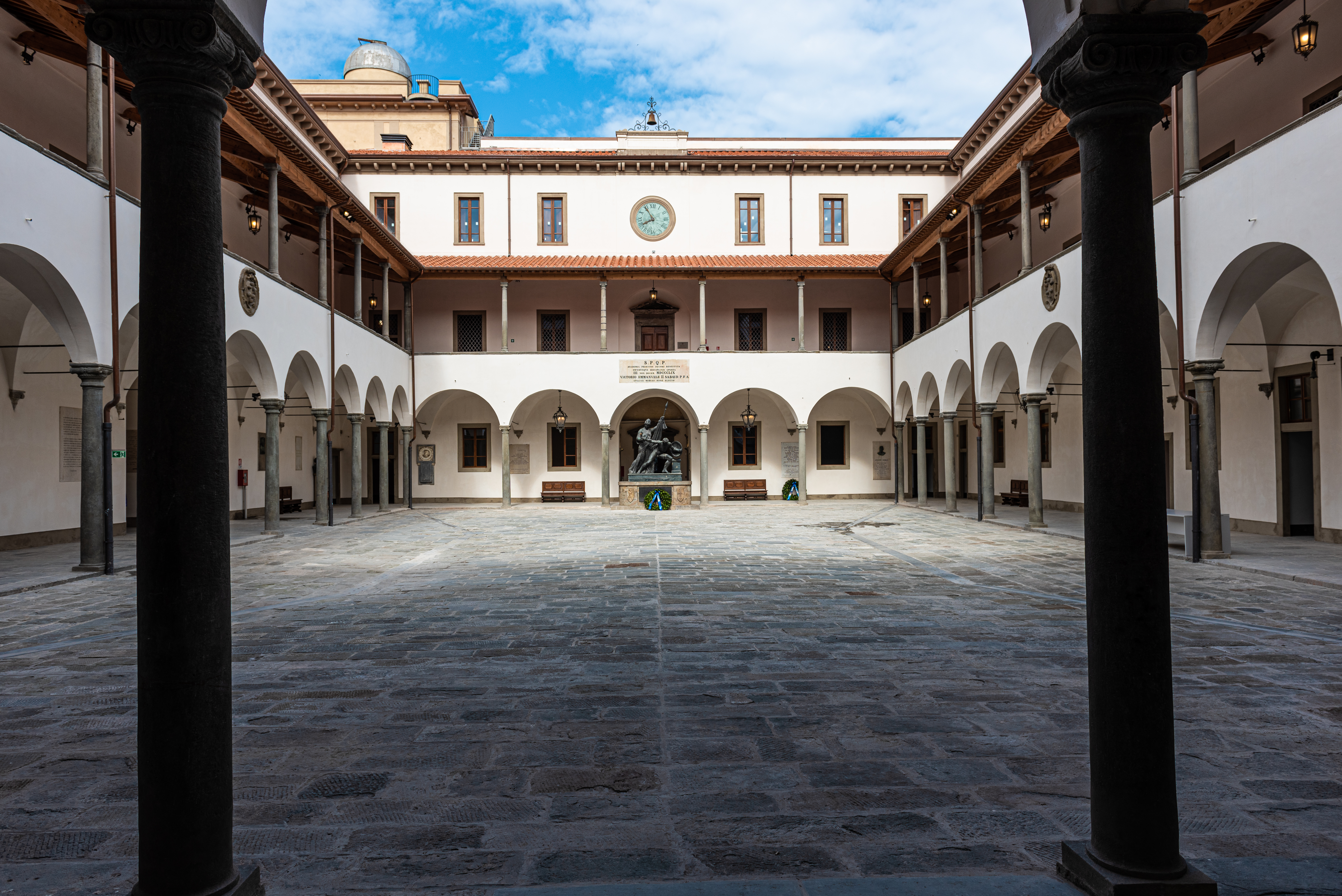
Innenhof, restauriert und zum ursprünglichen Weiß zurückgeführt

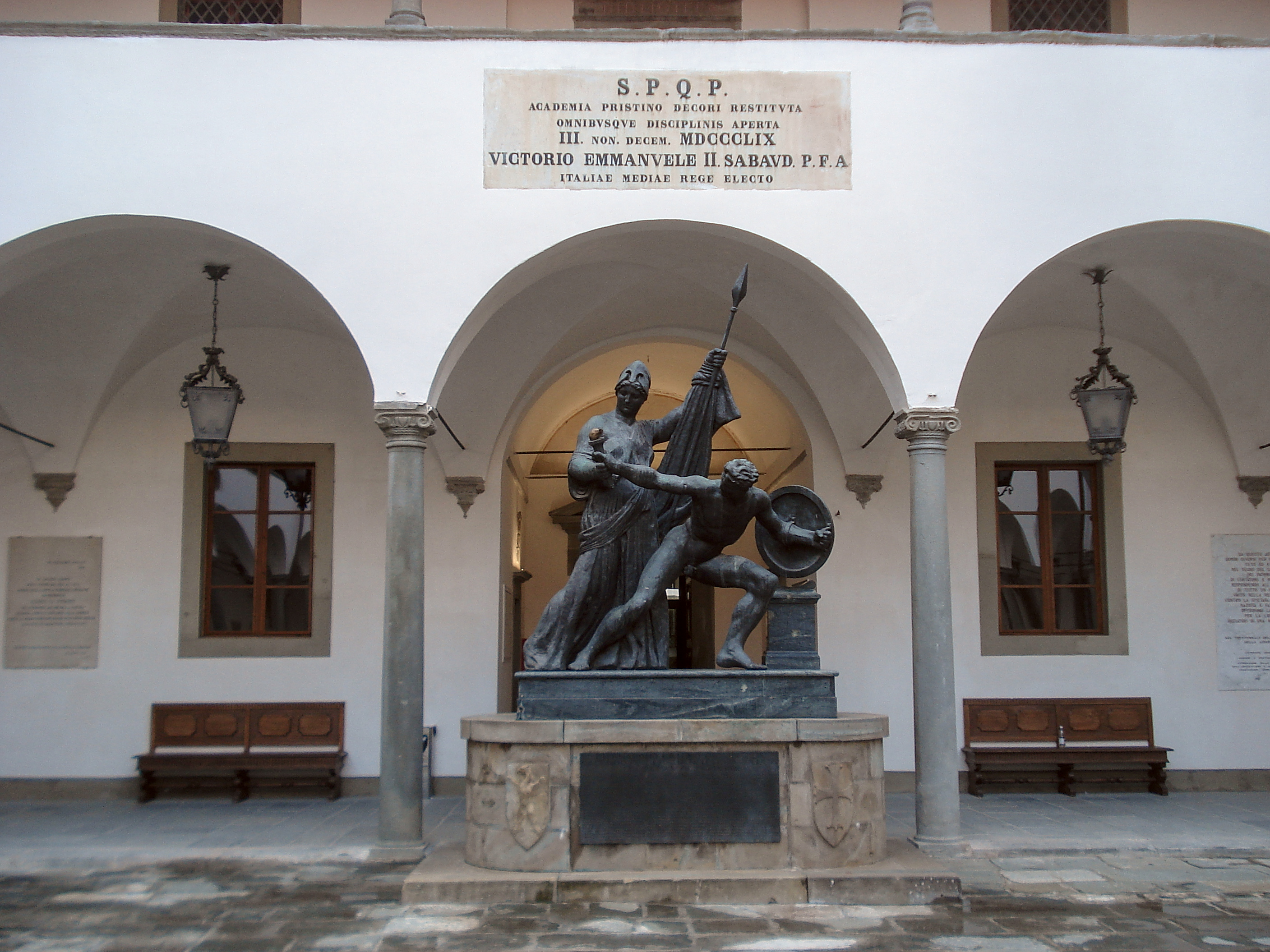
Monument für die gefallenen Studenten in der Schlacht von Curtatone und Montanara (1848) von Gigi Supino

Auf einem trapezförmigen Grundriss steht der Portikus parallel zum Lungarno, der Straße am Fluss Arno. Mit aufsteigender Höhe reduzieren sich mit großer Eleganz die Mauermassen. Im Inneren befinden sich drei Treppenhäuser in direktem Kontakt mit den Arkaden. Der Innenhof war ursprünglich als Impluvium eingerichtet. Dort gibt es auch ein Observatorium, das die Symmetrie auflockert, und das Monument für die Gefallenen des Unabhängigkeitskrieges von 1848.